# Meir ben Solomon Abi-Sahula
Rabbi Meir ben Solomon Abi-Sahula (hebräisch רבי מאיר בן שלמה בן סחולה); geboren ca. 1251 im Königreich Kastilien (Spanien; gestorben nach 1335), auch mit dem Zusatz ben Sahula oder ibn Sahula („Sohn von Sahula“), war ein kastilischer Kabbalist und sephardischer Tosafist des 13. Jahrhunderts. Er ist bekannt für seinen Kommentar zum Sefer Bahir (um 1331), den er unter dem Pseudonym hebräisch אוֹר הַגָּנוּז or ha-ganuz, deutsch ‚das verborgene Licht‘, veröffentlichte. Man zählt ihn zu den rabbinischen Gelehrten der so genannten Rischonim.

## Leben und Wirken
Abi-Sahula wurde als jüngerer Bruder von Isaak ben Salomo Abi-Sahula wahrscheinlich im Königreich Kastilien geboren und studierte in jungen Jahren bei Joshua ibn Shuaib, ein älterer Schüler von Solomo ben Abraham Adret. In den 1280er und 1290er Jahren und möglicherweise auch schon zuvor lebte Abi-Sahula in Guadalajara, dem Zentrum einer Gruppe von Kabbalisten. In dieser Stadt wurden halachische Responsa von Solomo ben Abraham Adret an ihn gerichtet (Responsa 1: Nr. 270–6, 280–92) und von ihm beantwortet.
Zwischen 1320 und 1325 begann er mit dem Schreiben seiner eigenen Tosafot, vollendete jedoch nur einen Teil der Genesis. In dieser Zeit verfasste er auch einen Kommentar zum Sefer Jetzira, den er 1331 abschloss. In diesem Kommentar übt Abi-Sahula scharfe Kritik an Nachmanides Kommentaren zum ersten Kapitel des Sefer Jetzira. Nachdem er seinen Kommentar zum Sefer Jetzira beendet hatte, begann er mit der Arbeit an einem Kommentar zum Sefer Bahir, den er 1335 abschloss. Dies sollte die endgültige Form des Sefer Bahir darstellen.
Abi-Sahula schrieb auch einen kabbalistischen Kommentar zu Pirqe de Rabbi Eliezer, der leider verloren gegangen ist. 
Seine Kommentare zu Sefer Jetzira und Sefer Bahir gelten als höchst willkürlich, und er wird dafür kritisiert, dass er Nachmanides Ansichten zuschrieb, die dessen wirklichen Ansichten widersprechen.
Schlomo Alkabez warf ihm vor, „nicht auf die Wahrheit abzuzielen“. Dennoch lobten ihn einige Gelehrte, wie Meir ben Judah Loeb Ha-Kohen Ashkenazi Poppers für seinen Kommentar zu Sefer Jetzira, den Poppers zur Grundlage seines eigenen Kommentars machte.

## Ausgaben
- Rabi Shlomo Sahuquillo al Sefer Ha Bahir [Meir ben Solomon Abi Sahula]: El Libro de la Claridad. Or Ha Ganuz. Mario Norberto Satz Tetelbaum (Übersetzer).  Ediciones Obelisco, Barcelona 2012. ISBN 979-8-3590-8840-4